# Nagyboldogasszony-bazilika (Andocs)
A Nagyboldogasszony-bazilika a Somogy vármegyei Andocs egyik műemléke, az egyik legismertebb magyar katolikus búcsújáróhely. Évente tíz búcsút tartanak, főbúcsúja Nagyboldogasszony napján, augusztus 15-én van, de a szeptember 8-i, Kisasszony-napi búcsúra is sokan jönnek el. 2010-ben megkapta az Örökségünk – Somogyország Kincse elismerést is. Szentélye 15. századi, gótikus, de a templom nagyobb része és a hozzá tartozó kolostor a 18. század első felében készült el.
Az épületegyüttes a község központjában, a Kaposvár-Szántód közti 6505-ös út és az Andocs-Látrány(-Balatonlelle) közti 6514-es út kereszteződésénél áll, így a környék minden jelentősebb városa felől könnyen megközelíthető.

## Története
A faluhoz közeli Toldon tevékenykedő pálosok jóvoltából a 15. század végén vagy az 1500-as évek elején Andocson is felépült egy gótikus kápolna, amely azonban a legenda szerint mennyei eredetű: 1520 táján angyalok hozták az égből. Ezután állítólag még a megszálló törökök sem merték levenni a keresztet a kápolna tornyáról, sőt, szabadságot és védelmet biztosítottak a helyi lakóknak és az ide érkező zarándokoknak.
1643-ban Jakusics György veszprémi püspök kezdeményezésére, a bécsi jezsuita tartományfőnökségtől kért atyák segítségével lelkipásztori szolgálat indult Andocson, ez volt a kezdetben 56 dél-dunántúli községre kiterjedő úgynevezett „török misszió”. Ennek vezetője, Horváth János atya említette meg, hogy a településen található Mindenszentek-templom plébániája elhagyatott, viszont épségben található itt egy „csodatevő” Mária-szobor. 1665 és 1681 között Horváth Miklós vezette a missziót, ő érte el, hogy a Vatikán hozzájárulásával gazdag búcsúkat rendezzenek a kápolnánál, amely hamarosan egész Nyugat-Magyarország leglátogatottabb búcsújáró helye lett.
1686-ban, a törökök kiűzése után a jezsuitákat Pécsre rendelték, így az andocsi búcsújáróhely három évtizedre gazdátlanul maradt. 1716-ban, Volkra Ottó János szeptember 3-i keltezésű püspöki leiratában az olvasható, hogy az andocsi „szegény” missziós házba négy ferences barát költözött be, akik a közeli Zicsen és Nágocson is teljesítettek szolgálatot. Első rendfőnökük P. Gyarmathy Sámuel volt. Az 1721-ben épített új, 12 szobás rendházuk 1723-ban leégett, de a kápolna sértetlen maradt. Így aztán 1725-ben új kolostort kezdtek építeni, amely akkortájt készülhetett el, amikor a ma is álló templom alapkövét letették: erre az ünnepélyes eseményre 1739. május 25-én került sor. Az alapkövet Pöstény Mihály őrkanonok és püspöki helynök végezte nagy néptömeg és persze sok egyházi méltóság jelenlétében. A régi, gótikus kápolnát szentélyként építették hozzá az új, barokk stílusú, nagy méretű templomhoz. A díszes kegyoltár, ahol az ősi Mária-szobor látható, 1746-ra készült el Zichy Ádám jóvoltából (pénzadományából), néhány éven belül pedig a környék földesúri családjai hat mellékoltárt is építtettek. Az elkészült templom felszentelését Padányi Biró Márton püspök végezte 1747. december 17-én.
1866-ban a megkopott freskókat helyreállították, de nagyobb felújítások sokáig nem történtek a templomon. 1950-ben a ferenceseket elűzték Andocsról, de (főként a rendszerváltás után) a hitélet újra feltámadt. A településen állandó lelkipásztori szolgálat működik, minden nap tartanak szentmisét is. 2006-tól kezdve több éven át tartó felújítás kezdődött: először a tornyot újították meg, majd a tetőszerkezetet és a nyílászárókat, később pedig a zarándokszállásnak használt rendház emeleti részét kezdték rendbehozni. 2019-re már a kolostor teljes külseje is megújult, a környék díszburkolatot kapott, és felszenteltek egy szabadtéri misézőhelyet is a templom mellett.
A Kaposvári egyházmegye 2020 őszétől kezdve dolgozott azon, hogy a templom basilica minor rangot kapjon. Varga László püspök a kérvényt a Magyar Katolikus Püspöki Kar elé terjesztette, és miután a püspöki kar elfogadta a pályázatot, továbbították a Vatikánnak is: hamarosan a Szentszék is jóváhagyta a kérelmet. A hivatalos oklevélátadó ünnepség 2021. október 10-én, Magyarok Nagyasszonya napján került megtartásra.

## Az épület
A nagy méretű, narancssárgára festett barokk templomhoz egy közel négyzet alaprajú kolostor csatlakozik. A templom hátsó részén található szentélyt a 15. századi, gótikus kápolna beépítésével alakították ki. A főoltáron álló, karjaiban a kisded Jézust tartó Mária-kegyszobor mellett Szent Ágota és Szent Dorottya szobrait helyezték el. Ezek a szobrok még a régi kápolna oltárjáról származtak. Ugyancsak megtalálható itt Szent István és Szent László királyok, valamint Assisi Szent Ferenc és Páduai Szent Antal szobra is.
Az első mellékoltár, amelyet még Zichy Ádám emeltetett, a Zichy család címere mellett Szent Antal életének egyik jelenetét ábrázolja, a „Jánosok oltárán” János evangélista és Nepomuki Szent János látható, de van oltára Szent Ferencnek, a hajó bal oldalán pedig a Jézus szíve oltár áll. A Czindery Borbála által adományozott utolsó, 1748-ban állított mellékoltár Szent Borbála lefejezését ábrázolja.
A templom alatt kripta található, ahol szerzeteseken kívül Zichy György felesége, Bezerédi Katalin, valamint 1791 óta Tallián Lászlóné Czindery Anna teste is nyugszik, illetve egy legenda szerint Saarna Gottfrid is, aki osztrák létére a kuruc seregben harcolt, majd Andocson élt, és ott is halt meg.
A templom melletti kút vize szentelt víznek minősül, használói hite szerint szembetegségeket is képes gyógyítani. A kalocsai zarándokok mindig rendszeresen meghintik egymást ezzel a vízzel: ez az úgynevezett zarándokkeresztség vagy zarándokbérmálás.

## A Mária-szobor ruhái
A 160 centiméteres, festett Mária-szobrot 1747 óta öltöztetik különféle ruhákba, manapság ruháját kéthetente cserélik, a liturgikus színeknek megfelelően. A régi ruhákat elteszik, és a templom melletti múzeumban őrzik, csakúgy, mint a hívektől 2–3 havonta érkező új darabokat. Az első palástot Széchenyi Katalin grófnő adományozta, azóta pedig a hívek egyre nagyobb számban hoznak saját maguk által készített ruhácskákat is. A máig megmaradt legrégebbi ruha 1852-ben készült, Talliánné Boronkay Cili adományozta a templomnak. 2016-ban az Andocson őrzött ruhák száma elérte a 338-at, köztük nem csak a történelmi Magyarország területéről származók találhatók meg, hanem van itt tiroli, sőt, angliai, jemeni, kanadai, kínai és venezuelai darab is.

## Képek

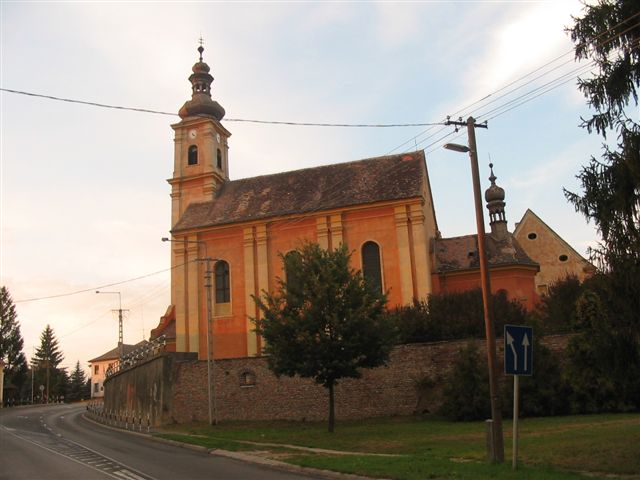
A templom
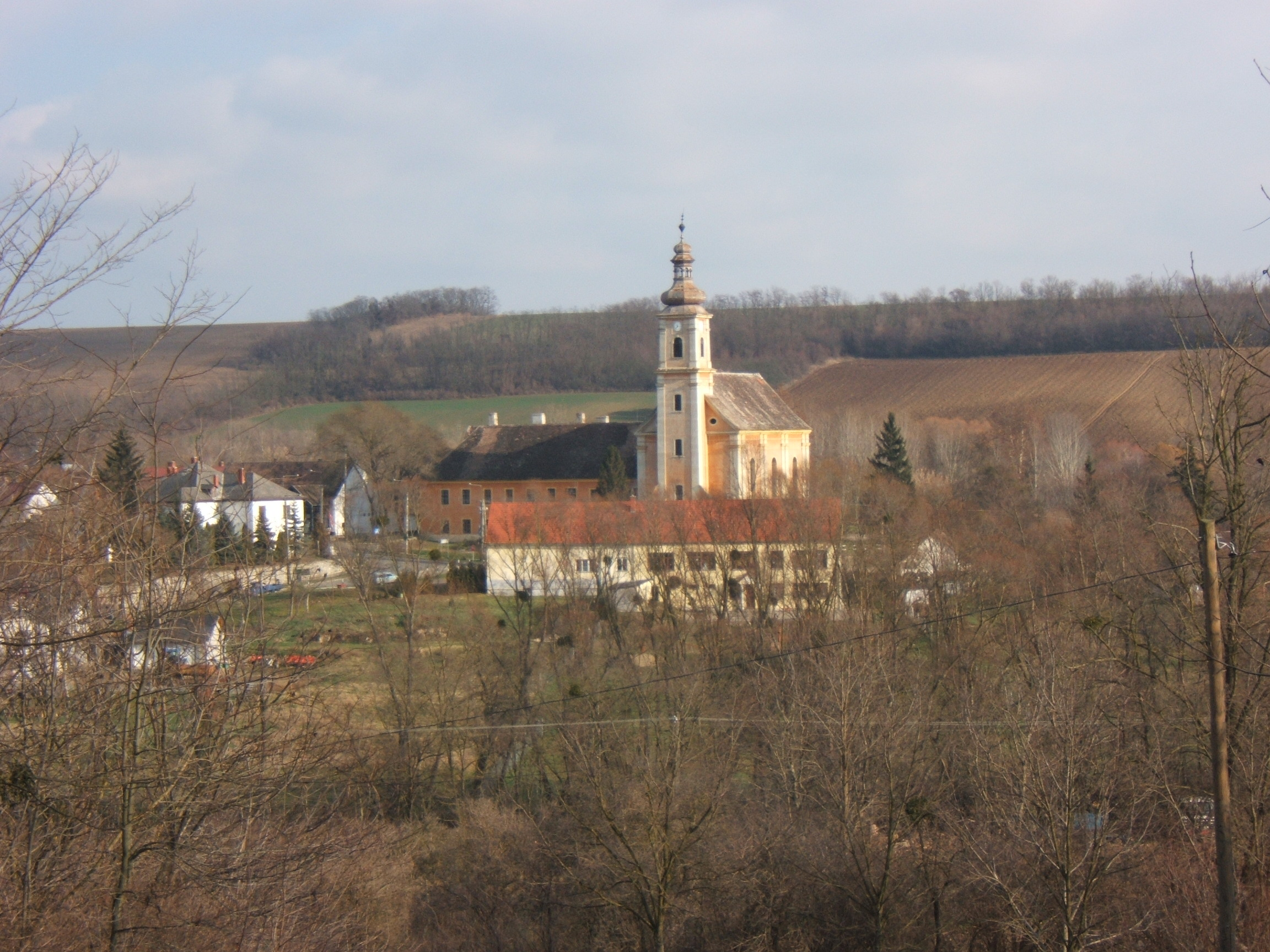
Látkép a kálváriától
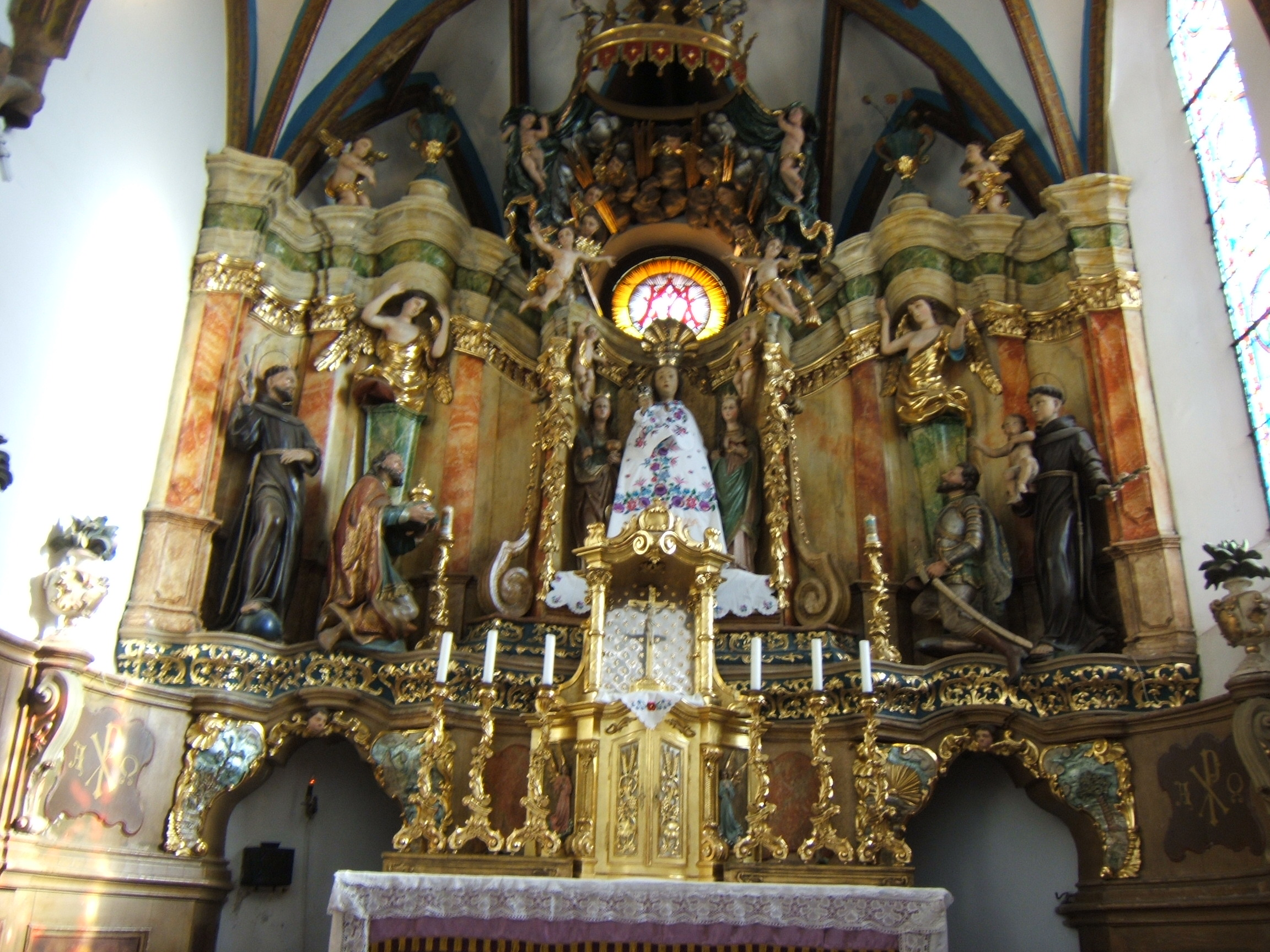
A híres Mária-szobor